# Maria Elias Soares
Maria Elias Soares (Crateús, 30 de setembro de 1948) é uma linguista e professora universitária brasileira, mais conhecida pelas pesquisas em teoria e análise do texto e do discurso, aquisição e processamento da linguagem, letramento e ensino da leitura e da escrita e políticas linguísticas. É professora titular aposentada do Departamento de Letras Vernáculas da Universidade Federal do Ceará, onde ainda atua, desde 1993, no Programa de Pós-Graduação em Linguística. Possui mestrado e doutorado em Letras pela Pontifícia Universidade Católica do Rio de Janeiro. Ocupou o cargo de vice-reitora da Universidade da Integração Internacional da Lusofonia Afro-Brasileira entre 2010 e 2013. Foi presidente do Grupo de Estudos Linguísticos do Nordeste de 1998 a 2002 e da Associação Brasileira de Linguística de 1999 a 2001.